# Správní obvod obce s rozšířenou působností Mladá Boleslav
Správní obvod obce s rozšířenou působností Mladá Boleslav je od 1. ledna 2003 jedním ze dvou správních obvodů rozšířené působnosti obcí v okrese Mladá Boleslav ve Středočeském kraji. Čítá 98 obcí.
Města Mladá Boleslav, Bělá pod Bezdězem a Benátky nad Jizerou jsou obcemi s pověřeným obecním úřadem.

## Seznam obcí
Poznámka: Města jsou vyznačena tučně, městyse kurzívou.
- Bakov nad Jizerou
- Bělá pod Bezdězem
- Benátky nad Jizerou
- Bezno
- Bítouchov
- Boreč
- Bradlec
- Brodce
- Březno
- Březovice
- Bukovno
- Ctiměřice
- Čachovice
- Čistá
- Dalovice
- Dlouhá Lhota
- Dobrovice
- Dobšín
- Dolní Bousov
- Dolní Slivno
- Dolní Stakory
- Domousnice
- Doubravička
- Horky nad Jizerou
- Horní Slivno
- Hrdlořezy
- Hrušov
- Husí Lhota
- Charvatce
- Chotětov
- Chudíř
- Jabkenice
- Jizerní Vtelno
- Josefův Důl
- Katusice
- Kluky
- Kobylnice
- Kochánky
- Kolomuty
- Kosmonosy
- Kosořice
- Košátky
- Kováň
- Kovanec
- Krásná Ves
- Krnsko
- Kropáčova Vrutice
- Ledce
- Lhotky
- Lipník
- Luštěnice
- Mečeříž
- Mladá Boleslav
- Němčice
- Nemyslovice
- Nepřevázka
- Niměřice
- Nová Telib
- Nová Ves u Bakova
- Obrubce
- Obruby
- Pěčice
- Pětikozly
- Petkovy
- Písková Lhota
- Plazy
- Plužná
- Prodašice
- Předměřice nad Jizerou
- Přepeře
- Rabakov
- Rohatsko
- Rokytovec
- Řepov
- Řitonice
- Sedlec
- Semčice
- Skalsko
- Skorkov
- Smilovice
- Sojovice
- Sovínky
- Strašnov
- Strenice
- Sudoměř
- Sukorady
- Tuřice
- Ujkovice
- Velké Všelisy
- Veselice
- Vinařice
- Vinec
- Vlkava
- Vrátno
- Všejany
- Zdětín
- Žerčice
- Židněves

## Obyvatelstvo
| Rok  | Obyv.  | ± %     |
| ---- | ------ | ------- |
| 1869 | 70 526 | —       |
| 1880 | 77 871 | +10,4 % |
| 1890 | 81 921 | +5,2 %  |
| 1900 | 87 486 | +6,8 %  |
| 1910 | 95 964 | +9,7 %  |

| Rok  | Obyv.   | ± %     |
| ---- | ------- | ------- |
| 1921 | 96 167  | +0,2 %  |
| 1930 | 101 231 | +5,3 %  |
| 1950 | 84 210  | −16,8 % |
| 1961 | 89 439  | +6,2 %  |
| 1970 | 89 712  | +0,3 %  |

| Rok  | Obyv.   | ± %    |
| ---- | ------- | ------ |
| 1980 | 97 304  | +8,5 % |
| 1991 | 95 461  | −1,9 % |
| 2001 | 98 030  | +2,7 % |
| 2011 | 107 522 | +9,7 % |
| 2021 | 110 917 | +3,2 % |